# Wegwijspiet
Wegwijspiet is een televisiepersonage uit de televisieprogramma's en films rond het thema "Sinterklaas". Het personage is gebaseerd op de mythe van Zwarte Piet. Zijn rol werd vertolkt door acteur Michiel Kerbosch.

## Geschiedenis
Kerbosch maakte in 1981 zijn debuut tijdens de landelijke Intocht van Sinterklaas. Hij heette toen echter nog niet Wegwijspiet, maar werd aangesproken met slechts "Piet", zoals elke Zwarte Piet buiten Hoofdpiet destijds. In 1986 werd hij pas echt Wegwijspiet, toen Sinterklaas, die vertolkt werd door Bram van der Vlugt, in zijn eerste jaar "Wegwijs" voor het eerst bij die naam noemde. Sindsdien zijn er steeds meer verschillende Pietennamen gekomen om de Pieten een eigen identiteit te geven. Wegwijs is in steeds meer televisieprogramma's gaan verschijnen, en in de loop der jaren ontwikkelde hij zich tot misschien wel de meest bekende Zwarte Piet. Een van de bekendste zinnen van de Wegwijspiet was "recht zo die gaat", dit zei hij als om de koers van het schip werd gevraagd. De uitspraak week al snel uit naar andere gelegenheden en 'recht zo die gaat' werd een welbekend citaat.
In 2005 besloot Kerbosch met pensioen te gaan. Als reden om te stoppen gaf hij aan dat zijn schoenen versleten waren, "een teken om te stoppen". Er kwam geen nieuwe Wegwijspiet. Het wegwijzen en besturen van de stoomboot wordt sindsdien uitgevoerd door de Hoofdpiet, Pietje Precies en Pieterbaas, en soms ook door Sinterklaas. In 2006 keerde Wegwijspiet nog eenmaal terug in de film Sinterklaas & Pakjesboot 13; hierin maakte hij duidelijk: "Met pensioen, ís met pensioen". Tegenwoordig werkt Wegwijs weer in zijn Paella-restaurantje Pedro's Paella Palacio samen met zijn vrouw Rosita (actrice: Trudy Kerbosch). Dit restaurantje is hij in 1999 begonnen met de Chefpiet (acteur: Don van Dijke).
In 2019 was Wegwijspiet eenmalig te horen in Pietentube, De online serie van De Club van Sinterklaas. Wegwijspiet belde Pakjesboot 12 op om te melden dat het pietenpak van Muziekpiet nog in Spanje lag.

## Films en tv-series met Wegwijspiet

### Films
- 2006 - Sinterklaas & Pakjesboot 13
- 1995 - Pepernoten voor Sinterklaas
- 1983 - De Droom van Sinterklaas

### Tv-series
- 2001 t/m 2005 - Het Sinterklaasjournaal
- 2001 - SNN-TV: Sint Nieuws Netwerk
- 1999 t/m 2005 - De Club van Sinterklaas
- 1997 - Pittige Pepernoten
- 1987 t/m 2003 - Sinterklaas in Sesamstraat

### Programma's
- 1998 - Hallo met Sinterklaas

## Theater
- 2005-2006 - Sinterklaas Surprise Dakfeest
- 1999-2005 - Het Feest van Sinterklaas

## Discografie
1. "De club van Sinterklaas" (1999) Deel van De Club van Sinterklaas
2. "Schoenen" (1999) Deel van De Club van Sinterklaas
3. "Wegwijsblues" (1999) Deel van De Club van Sinterklaas
4. "Nederland staat op z'n kop" (2003) met Jochem van Gelder
5. "Recht zo die gaat" (2005) Deel van de gelijknamige cd en afscheidsshow Sinterklaas Surprise Dakfeest